# Ито, Дзёити
Дзёити «Джой» Ито (яп. 伊藤穰一 ито: дзё:ити, англ. Joichi Ito, родился 19 июня 1966, Киото, Япония) — японо-американский деятель, предприниматель, венчурный капиталист и директор лаборатории MIT Media Lab Массачусетского технологического института.
Член Американской академии искусств и наук (2017).
Ито получил признание за свою роль в качестве предпринимателя, сосредоточенного на интернете и технологических компаниях. Среди прочего, он основал PSINet Япония, Digital Garage и InfoSeek Япония. Ито является председателем совета PureTech, членом правления Sony Corporation, The New York Times Company, фонда Джона С. и Джеймса Л. Найт, Фонда Макартуров, и генеральным партнёром Neoteny Labs. В декабре 2013 года Ито вошёл в состав Совета директоров Creative Commons.

## Ранняя жизнь
Ито родился в Киото, Япония. Его семья переехала в Канаду, а затем, когда Ито было около 3 лет, переехала в пригород Детройта, штат Мичиган, США, где его отец стал учёным, а мать — секретарём Energy Conversion Devices, Inc. Основатель компании Стенфорд Овшински был впечатлён Ито, которого он считал почти своим сыном. Овшинский помог Ито развивать свои интересы в области технологических и социальных движений, и в возрасте 13 лет дал ему работать с учёными, говоря: «Он не был ребёнком в обычном смысле».
Ито и его сестра Мидзуко Ито проводили лето в Японии с бабушкой, которая обучала их традиционной японской культуре. В 14 лет он вернулся в Японию, когда его мать была назначена президентом Energy Conversion Devices, Inc. Японии. Учился в Международной школе Nishimachi и «Американской школе в Японии» в Токио. Он стал одним из немногих пользователей модемов в Японии в 1985 году.